# Giải Grammy cho phim âm nhạc xuất sắc nhất
Giải Grammy cho Video nhạc phim Xuất sắc nhất (trước năm 2013 được biết tới là Video ca nhạc hình thức dài xuất sắc nhất)

## Nội dung thắng giải

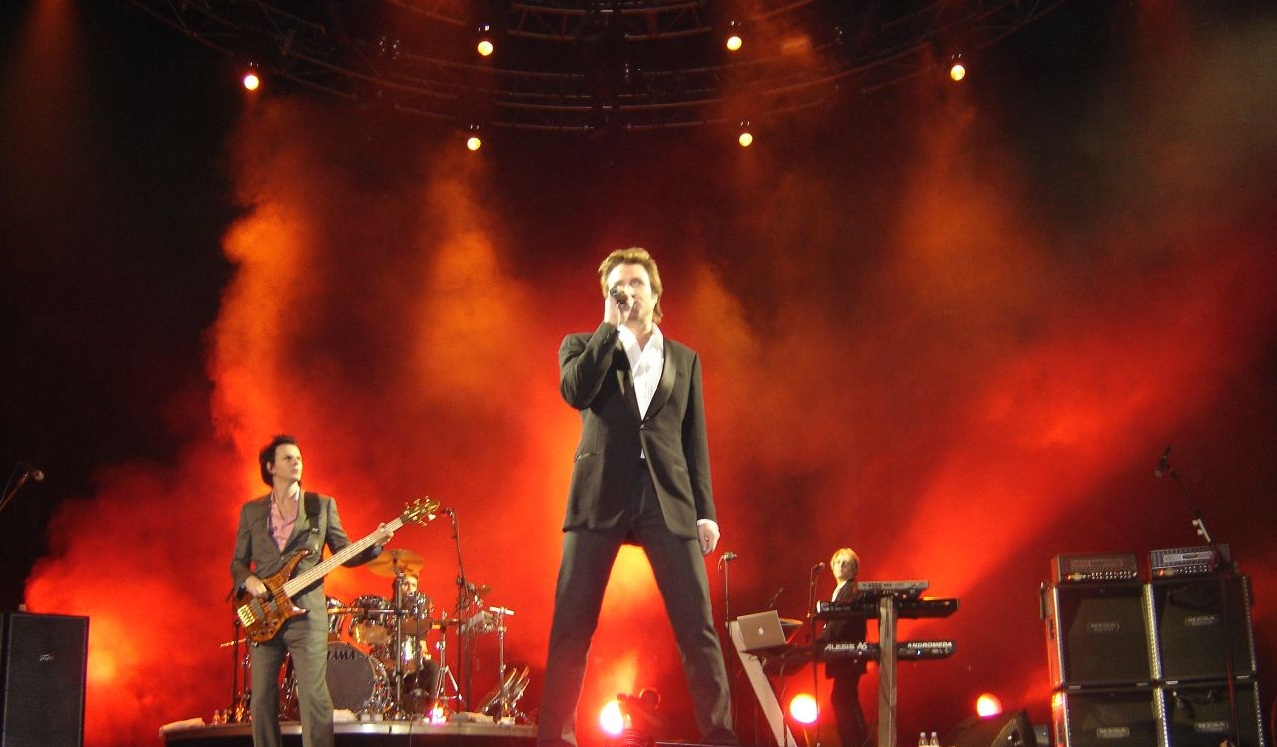
Members of the English new wave group Duran Duran, among recipients of the 1984 accolade for Duran Duran, performing in 2005.

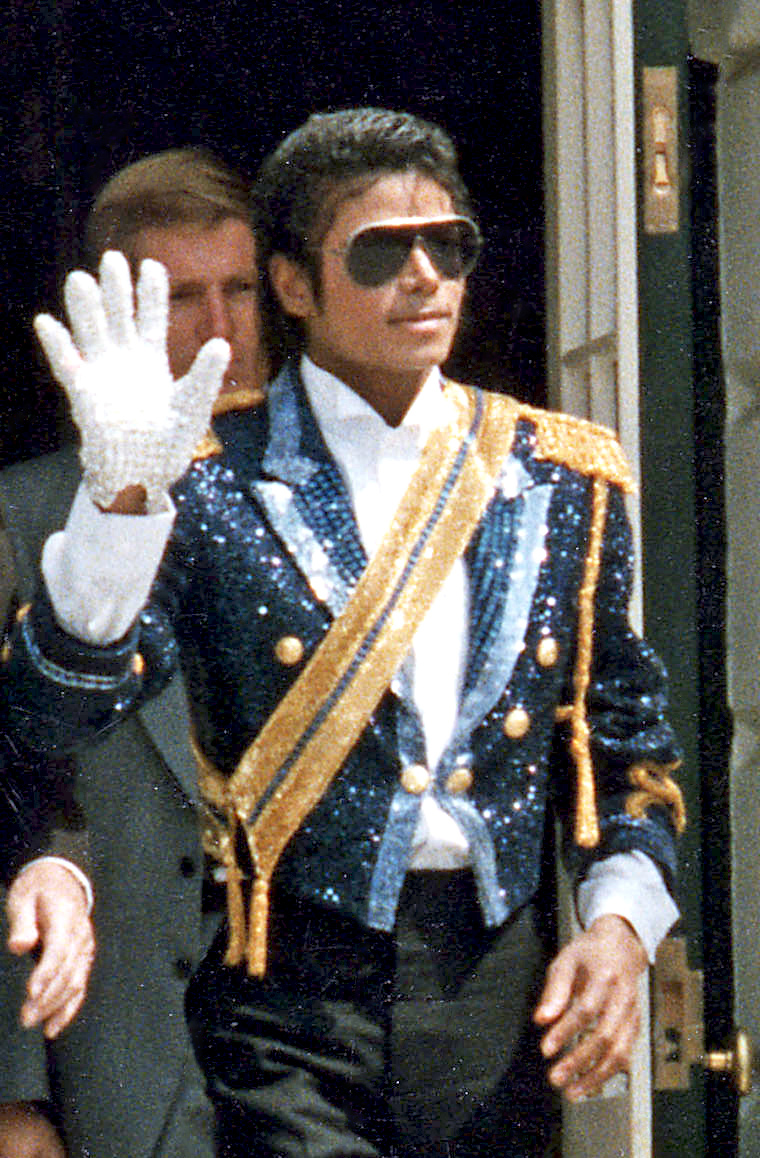
1985 winner for Making Michael Jackson's Thriller, Michael Jackson

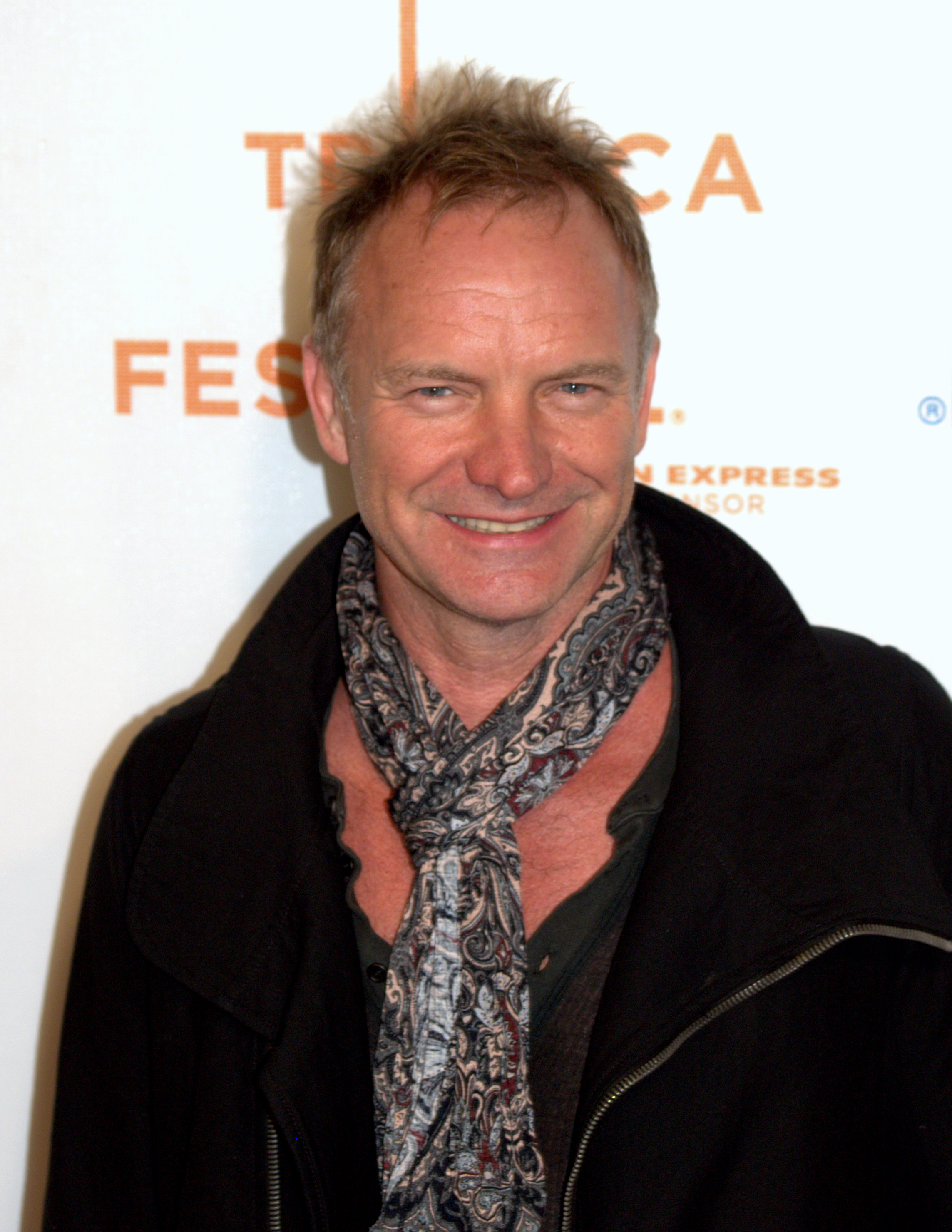
English musician Sting has earned two accolades from this category for Bring on the Night and Ten Summoner's Tales.

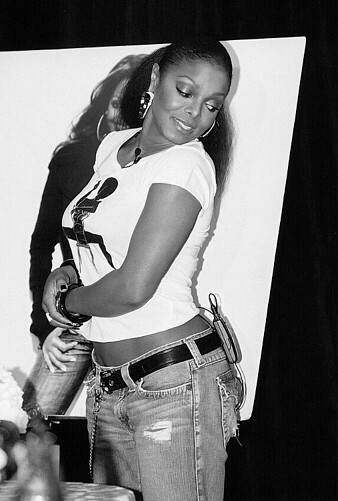
In 1990, Janet Jackson won the Grammy Award for Best Long Form Music Video for the video entitled Rhythm Nation.

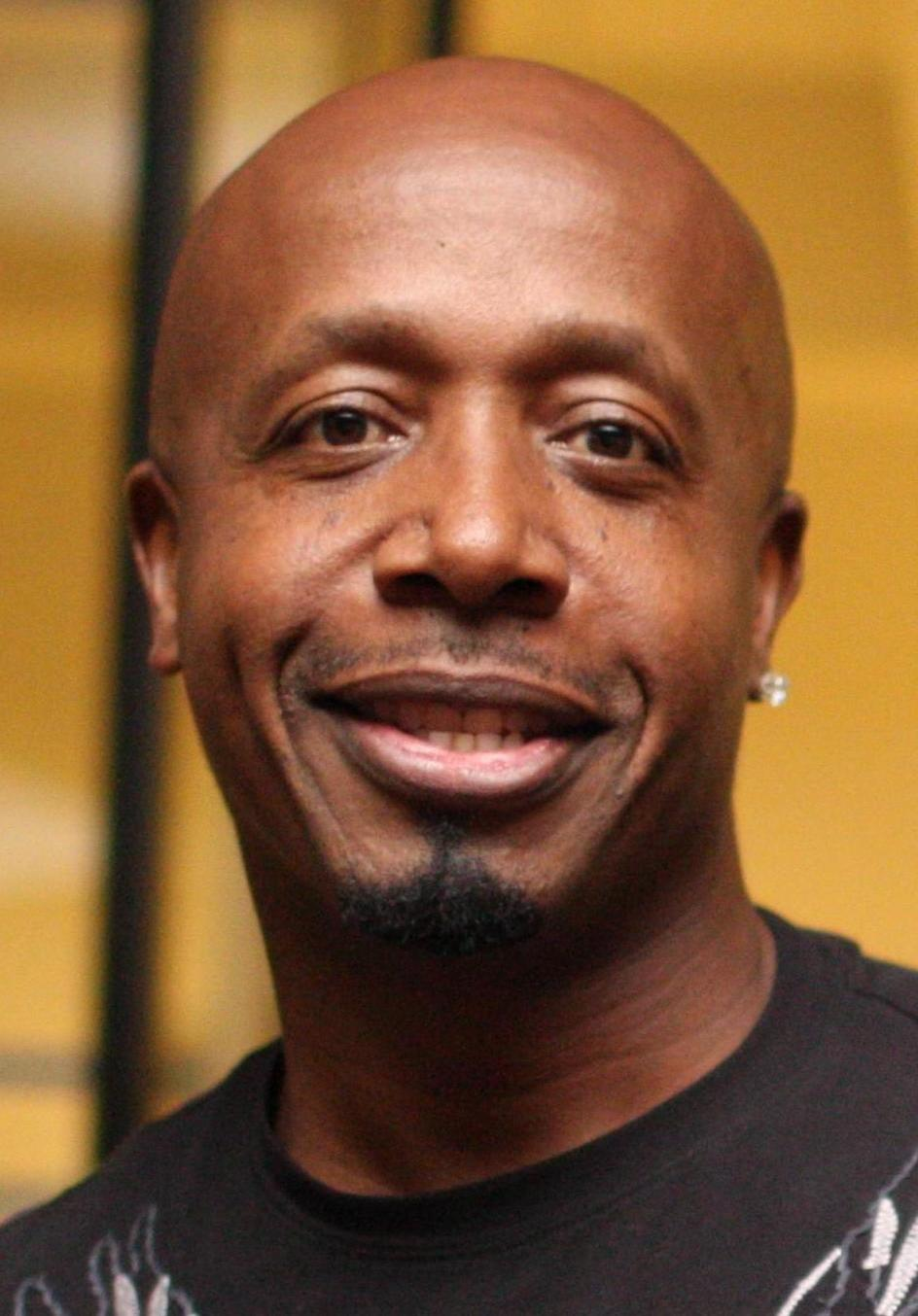
1991 recipient rapper MC Hammer won for Please Hammer, Don't Hurt 'Em

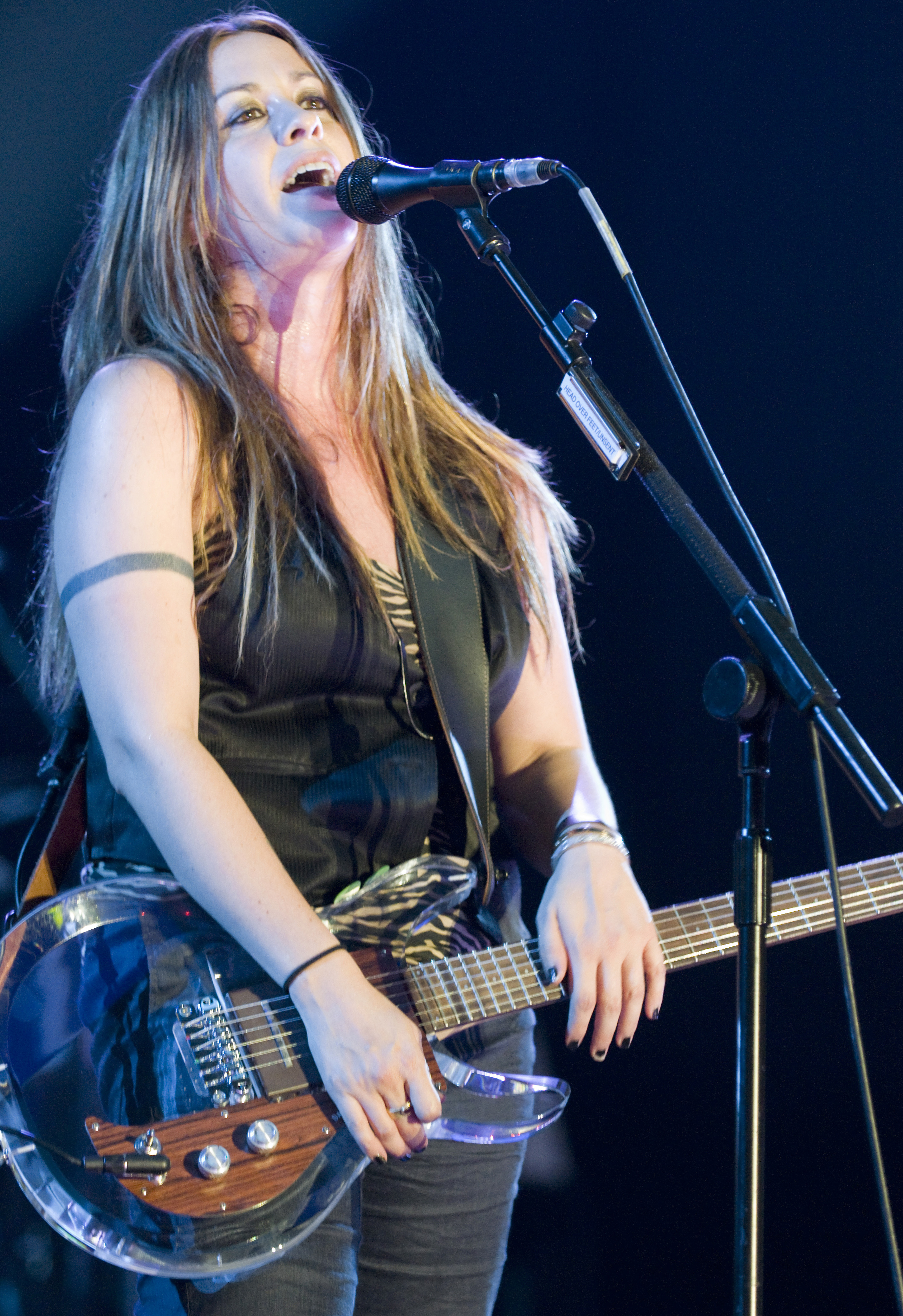
Alanis Morissette won the award in 1998 for Alanis Morissette: Jagged Little Pill, Live

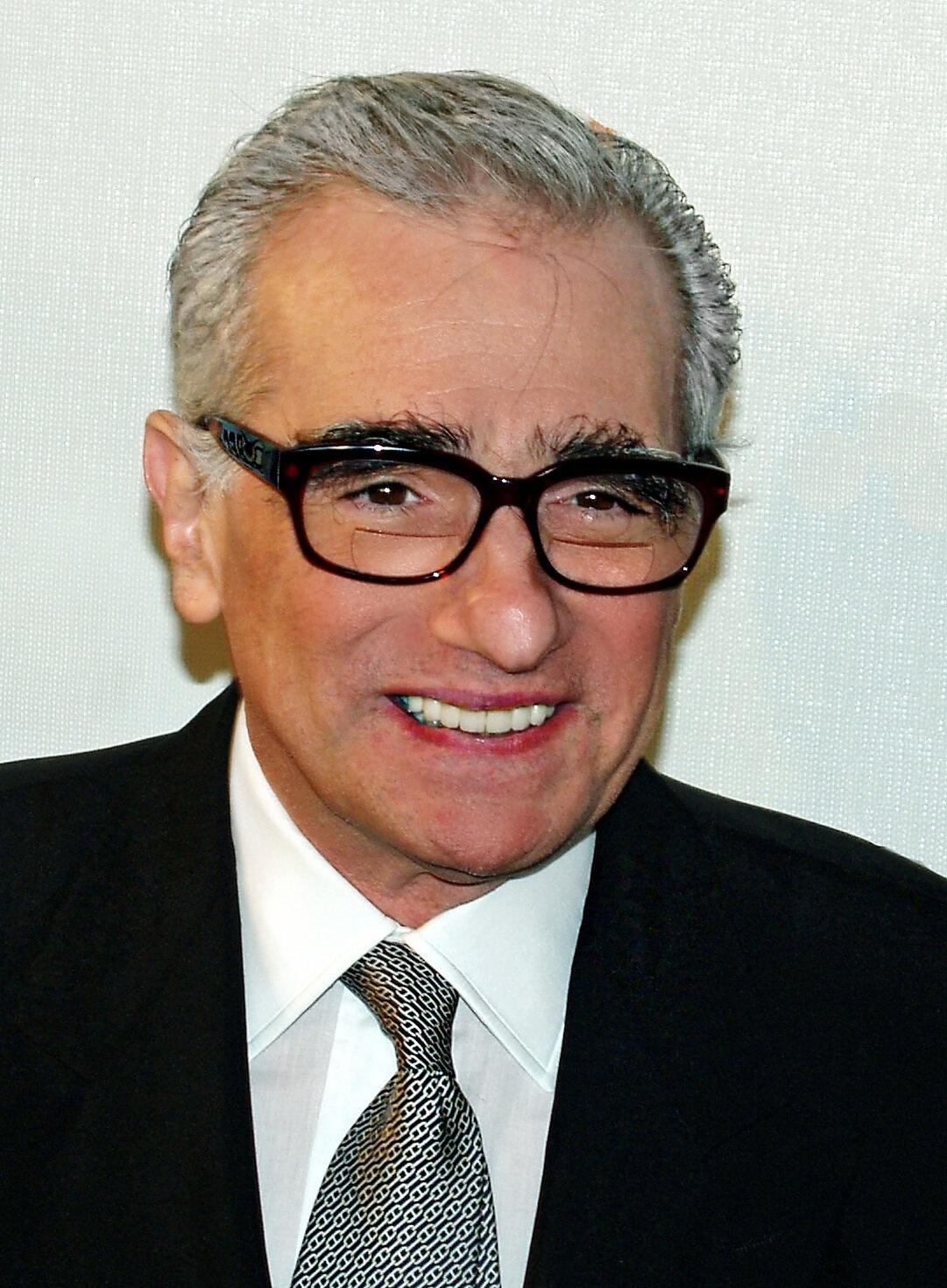
2006 award winner for directing the video No Direction Home, Martin Scorsese

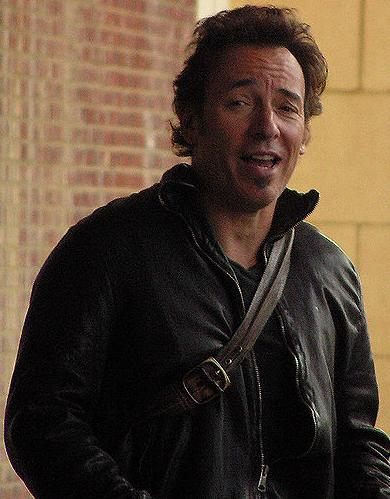
Bruce Springsteen won the accolade in 2007 for Wings for Wheels: The Making of Born to Run

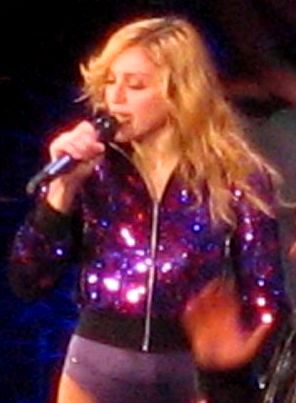
Two-time award winner Madonna. She won in 1992 for Madonna: Live! – Blond Ambition World Tour 90 and again in 2008 for The Confessions Tour: Live from London.

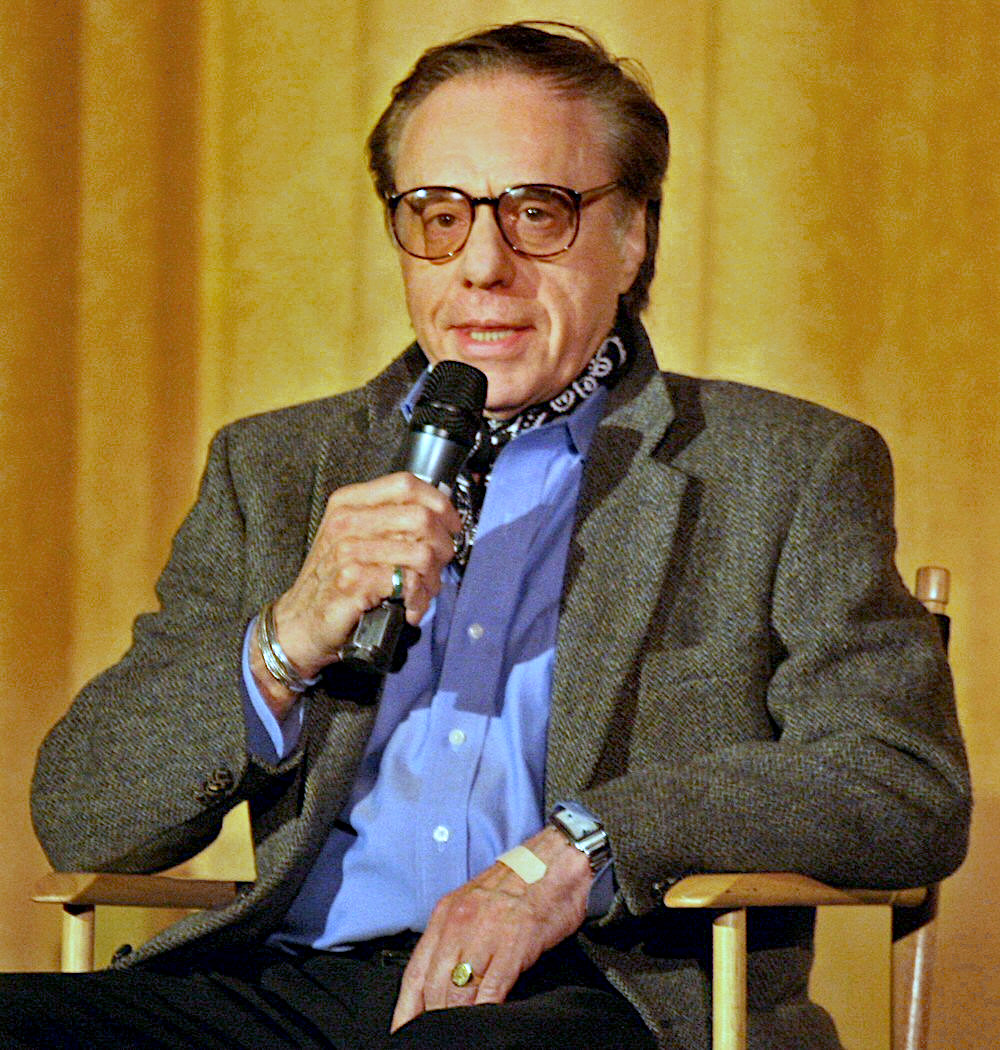
In 2009, Peter Bogdanovich earned the Grammy Award for Best Long Form Music Video for directing Runnin' Down a Dream

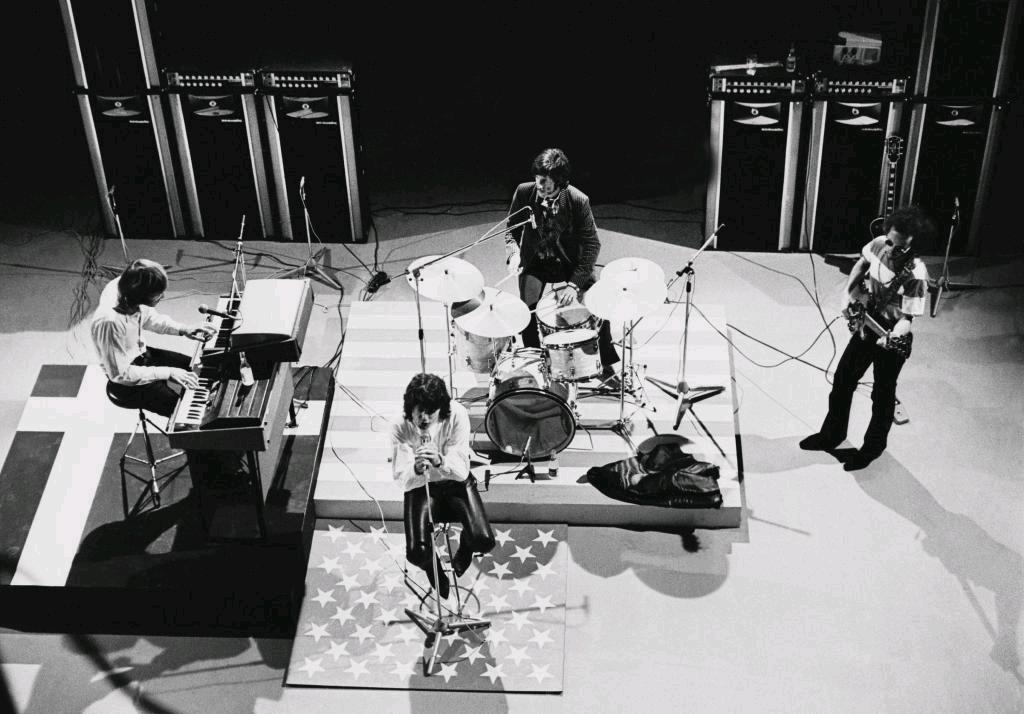
2011 award winners for When You're Strange: A Film About The Doors, The Doors performing in 1968